# 墨脱蹄盖蕨
墨脱蹄盖蕨（学名：Athyrium medogense），为蹄盖蕨科蹄盖蕨属下的一个植物种。